# Ак-Коргон (Джалал-Абадская область)
Ак-Коргон (кирг. Ак-Коргон) — село в Ала-Букинском районе Джалал-Абадской области Кыргызстана. Административный центр Ак-Коргонского айылного аймака.

## География
Село расположено в юго-западной части области, на расстоянии приблизительно 6 километров (по прямой) к востоку от села Ала-Бука, административного центра района. Абсолютная высота — 1169 метров над уровнем моря.

## Население
Согласно оценочным данным Национального статистического комитета Кыргызской Республики, численность населения села на начало 2023 года составляла 8175 человек.
| год     | 2009 | 2014 | 2015 | 2020 | 2021 | 2023 |
| ------- | ---- | ---- | ---- | ---- | ---- | ---- |
| человек | 6555 | 6917 | 6995 | 7746 | 8132 | 8175 |